# Gum
Gum, właśc. Wellington Pereira Rodrigues (ur. 4 stycznia 1986 w São Paulo) – brazylijski piłkarz, występujący na pozycji środkowego obrońcy.

## Kariera klubowa
Gum rozpoczął piłkarską karierę w Marílii AC, której jest wychowankiem w 2004 roku. W 2006 roku był wypożyczony do pierwszoligowego SC Internacional, lecz nie zdołał przebić się w nim do podstawowego składu. W latach 2008–2009 Gum był zawodnikiem drugoligowego klubu Ponte Preta Campinas. Dobra gra w Ponte Preta zaowocowała transferem do pierwszoligowego Fluminense FC.
W lidze brazylijskiej Gum zadebiutował 30 sierpnia 2009 w przegranym 0-2 meczu z Santosem FC. W pierwszym sezonie we Fluminense rozegrał 13 meczów w lidze, w których strzelił 3 bramki. W grudniu 2009 z klubem z Rio de Janeiro Gum dotarł do finału Copa Sudamericana 2009, w którym Fluminense uległo ekwadorskiemu LDU Quito. Gum zdobył w 90 min. wyrównującą bramkę w rewanżowym spotkaniu półfinałowym z paragwajskim Cerro Porteño. Również w rewanżowym meczu finałowym Gum zdobył bramkę ustalającą wynik na 3-0.
W sezonie 2010 Gum zdobył mistrzostwo Brazylii 2010. Gum walnie do niego przyczynił się, gdyż miał miejsce podstawowym składzie Fluminense, czego dowodem rozegrane 34 spotkania, w których strzelił 4 bramki. Dotychczas w lidze brazylijskiej Gum rozegrał 50 spotkań, w których strzelił 7 bramek.